# イゴール・ペトレンコ
イゴール・ペトローヴィチ・ペトレンコ（ロシア語: Игорь Петрович Петренко, ラテン文字転写: Igor Petrovich Petrenko、1977年8月23日 - ）は、ロシア連邦の俳優。2002年の戦争映画『東部戦線1944』が出世作となり、同年「ニカ」新人賞を受賞。2003年ロシア連邦国家賞（文芸と芸術部門）を受賞。2009年4月1日よりロシア映画人連盟のメンバーである。なお、名前の発音は「イーゴリ」と表記するのが一般的である。

## 生い立ち
冷戦期の東ドイツ、ポツダムの生まれ。ポツダムはソビエト連邦軍の軍人であった父の駐留先である。母は英語の通訳をしていた。彼が3歳の時、家族でモスクワに戻った。子供の頃の趣味はスポーツ（体操、サンボ、柔道）。学校は好きではないが、唯一好きな教科は英語だったという。
高校卒業後、シェープキン記念演劇大学の生徒募集を知り、冗談のつもりでテストを受けたところ、何百人もの候補者の中から選ばれて入学、真剣に演技を学び始めた。

## キャリア
2000年にシェープキン記念演劇大学を卒業し、モスクワのマールイ劇場に入ったが、しばらくして絶え間ない撮影のために離脱した。
2001年、映画『条件反射』（イリダール・イスラムグロフ監督）でスクリーンデビュー。映画も彼の役柄も不成功に終わったが、続いて出演したTVシリーズ『モスクワの窓』（2001年、アレクサンドル・アラヴィン監督）で初めて注目を集めた。
ペトレンコの人気を決定づけたのは、2002年の映画『東部戦線1944』（ニコライ・レベデフ監督）である。独ソ戦における偵察部隊の活躍を描いた戦争ドラマで、主人公のトラフキン中尉を演じた。また、この役柄によって、2002年の国内映画賞「ニカ」の「今年の新人」部門に選ばれた。
そのほかの代表的な役柄として、映画では『ヴェーラの運転手』（2004年、パーヴェル・チュフライ監督）の純朴な運転手ヴィクター役、『タラス・ブーリバ』（2009年）の悲恋に命を捧げるコサックの青年アンドレイ役などがある。
TVシリーズでは、『現代の英雄』（2006年）の悩める青年将校ペチョーリン役、『名探偵シャーロック・ホームズ』（2013年、アンドレイ・カヴン監督）での従来の紳士的な名探偵像を覆したホームズ役などがある。
なお、『名探偵シャーロック・ホームズ』で相棒ワトソン博士を演じたアンドレイ・パニン（2013年に死去）とは、『ヴェーラの運転手』、『離脱』（2011年）と合わせて3回の共演歴がある。

## 私生活
演劇学校在籍時に出会った女優イリーナ・レオノヴァと2000年の卒業後すぐ結婚し、2004年に離婚。女優エカテリーナ・クリモヴァとTVシリーズ『モスクワの窓』で共演し、2004年に結婚。クリモヴァとは2児を得たが、2014年に離婚。離婚後、女優クリスチャン・ブロディと交際を始め、2016年に結婚。現在はサンクトペテルブルクにて、ブロディとブロディとの間に生まれた2児と共に暮らしている。

## 主な出演

### 舞台
『レニングラードのロマンス』（アレクセイ・アルブーゾフの戯曲『私の哀れなマラート』が原作、ピーター・ステイン演出）- マラート役

### 映画・TVシリーズ[3]
| 年   | 日本語題／原題                                              | 役名                                               | 備考 |
| ---- | ----------------------------------------------------------- | -------------------------------------------------- | --- |
| 2001 | 条件反射／Условный рефлекс                                  | ロマン・ゾロトフ役、政治家の息子                   | |
| 2001 | モスクワの窓／Московские окна                               | レオニード・テレホフ役                             | |
| 2002 | 東部戦線1944／Звезда                                        | ヴラジミール・トラフキン中尉役、偵察部隊の司令官   | 日本版DVDあり。 |
| 2003 | 地球で最高の街／Лучший город Земли                          | レオニード・テレホフ役、コムソモールの秘書         | |
| 2003 | カルメン／Кармен                                            | セルゲイ・ニキティン役、警察官                     | |
| 2004 | ヴェーラの運転手／Водитель для Веры                         | ヴィクター役、運転手                               | パーヴェル・チュフライ監督作。 アンドレイ・パニンと共演。                                                                     |
| 2006 | 現代の英雄／Герой нашего времени                            | グリゴリー・ペチョーリン役                         | レールモントフの同名小説が原作。日本版DVDあり。                                                                               |
| 2006 | ウルフハウンド 〜天空の門と魔法の鍵〜／Волкодав             |                                                    | ニコライ・レベデフ監督作。日本版DVDあり。                                                                                     |
| 2009 | タラス・ブーリバ／Тарас Бульба                              | アンドレイ役、ブーリバ隊長の息子                   | ゴーゴリの同名小説が原作。 |
| 2009 | インターセプター／Запрещённая реальность                    | マトヴェイ・ソボレフ役、スパイ                     | 日本版DVDあり。 |
| 2010 | タイム・ソルジャー／Мы из будущего 2                        | セルゲイ・フィラトフ役                             | 日本語題『タイム・ジャンパー』の続編。ただし『タイム・ジャンパー』でセルゲイ役を演じるのは別の俳優。両作品とも日本版DVDあり。 |
| 2011 | 離脱／Отрыв                                                 | アレクセイ・ミトロヒン役                           | アンドレイ・パニンと共演。 |
| 2013 | 名探偵シャーロック・ホームズ／Шерлок Холмс                  | シャーロック・ホームズ役、諮問探偵                 | AXNミステリーにて字幕版放送。日本では未ソフト化。                                                                             |
| 2013 | ブラグ／Булаг                                               | セルゲイ役                                         | 「ブラグ」はブリヤート共和国の集落名。                                                                                        |
| 2013 | レンタルパパ／Папа напрокат                                 | イリヤ・ペトローヴィチ・ソロマチン役               | |
| 2014 | スノークイーン 少女ゲルダと雪の女王／Тайна Снежной королевы | ヴァン役                                           | 日本版DVDあり。 |
| 2015 | 星から生まれた(女性)／Рождённая звездой                     | パーヴェル・アレクサンドロヴィチ・シェホフスコイ役 | |
| 2016 | ヴァイキング／Викинг                                        | ヴァリャシコ役                                     | |
| 2016 | 黒猫／Чёрная кошка                                          | ヴィクトル・カラトフ役                             | |

## 主な受賞
- 2002年 国内映画賞「ニカ」(新人部門) -『東部戦線1944』
- 2003年 ロシア連邦国家賞(文芸と芸術部門) -『東部戦線1944』
- 2009年 サンクトペテルブルクの映画祭「ビバ！ロシア映画！」 最優秀男優賞 -『タラス・ブーリバ』